# Condrito carbonáceo

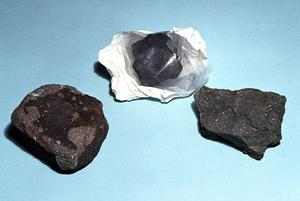
Vários condritos carbonáceos. Da esquerda para a direita: Allende (CV), Tagish Lake (CI), Murchison (CM)

Os condritos carbonáceos são um tipo particular de condritos. Apresentam um teor elevado de carbono (até 3%), o qual ocorre na forma de grafite, carbonatos e compostos orgânicos, incluindo aminoácidos. Além destes, podem conter água e minerais alterados pela água. Os condritos carbonáceos não são expostos a altas temperaturas, pelo que se apreentam muito pouco alterados por processos térmicos.
Alguns condritos carbonáceos, como o meteorito de Allende, contêm inclusões ricas em cálcio e alumínio (IRCAs). Estas podem estar relacionadas com a condensação inicial da nebulosa solar, podendo tratar-se dos minerais mais antigos formados no Sistema Solar. Alguns condritos carbonáceos primitivos, como o condrito-CM de Murchison, contêm minerais pré-solares, entre os quais carboneto de silício, e pequenos diamantes de dimensões nanométricas, os quais obviamente não se formaram no nosso Sistema Solar. Estes minerais pré-solares foram provavelmente formados em explosões de supernovas ou na vizinhança de uma gigante vermelha e depois incorporados na nuvem molecular da qual a nebulosa solar se separou dando origem ao nosso Sistema Solar. Nestas explosões são produzidas ondas de pressão, as quais podem consolidar nuvens moleculares na sua vizinhança, o que pode levar à formação de novas estrelas ou de sistemas estelares.
De acordo com a sua composição química, os condritos carbonáceos dividem-se nos grupos  CI, CM, CV, CO, CR, CK e CH :
- Condritos-CI designados após o meteorito de Ivuna (Tanzânia), têm alto teor de água (até 20%), bem como de vários compostos orgânicos incluindo aminoácidos. No decurso da sua existência nunca foram aquecidos a mais de 50 °C, e podem ter-se formado no sistema solar exterior. Possivelmente faziam parte de antigos cometas. Não contêm côndrulos visíveis, que terão sido destruídos pela água.
- Condritos-CM (Mighei, Ucrânia) semelhantes aos condritos-CI na sua composição química, mas contêm menos água. Contêm côndrulos visíveis e frequentemente IRCAs. Podem também ter sido formados no sistema solar exterior.
- Condritos-CV (Vigarano, Itália) são similares aos condritos normais em composição química e estrutura, mas ao contrário deles, apresentam vestígios de água e compostos orgânicos. Estes condritos apresentam côndrulos bem visíveis e numerosas IRCAs.
- Condritos-CO (Ornans, França) com composição química idêntica aos condritos-CV. Contudo, são mais escuros e exibem côndrulos muito menores e muito menos IRCAs.
- Condritos-CR (Renazzo, Itália) assemelham-se aos condritos-CM, mas contêm também níquel e sulfureto de ferro. Estudos espectroscópicos mostram concordância entre a sua composição e aquela de 2 Palas, o segundo maior asteroide da cintura de asteroides. É possível que estes condritos tenham origem neste corpo celeste.
- Condritos-K (Karoonda, (Austrália) possuem alto teor de magnetite que lhes confere uma aparência exterior preta e lisa. Contêm grandes côndrulos e ocasionalmente IRCAs.
- Condritos-H - possuem um teor elevado de NiFe, frequentemente superior a 50%.

- Este artigo foi inicialmente traduzido, total ou parcialmente, do artigo da Wikipédia em alemão cujo título é «Kohliger Chondrit», especificamente desta versão.